# Юнтунен, Суло Хейккиевич

Памятная доска в Петрозаводске на проспекте Ленина, дом № 8.

Су́ло Хе́йккиевич Ю́нтунен (1 сентября 1915, Петроград, Российская империя — 19 ноября 1980, Петрозаводск, Карельская АССР, СССР) — советский, российский художник-живописец, график, пейзажист. Народный художник СССР (1980).

## Биография
Родился в Петрограде, в семье сапожника Хейкки Юнтунена — финна-ингерманландца.
В 1920-е годы семья эмигрировала в Финляндию. В Тампере окончил народную школу, затем в профессиональной школе получил специальности слесаря и литейщика.
В 1932 году семья нелегально, переплыв на лодке Финский залив, прибыла в Ленинград, откуда, после ареста и освобождения, была направлена к месту постоянного проживания на Урал. В 1934 году с матерью переехал в Карельскую АССР в Петрозаводск. Работал на Онежском машиностроительном и металлургическом заводе в литейном цехе формовщиком.
В 1934—1936 годах учился в Петрозаводском лесном техникуме, в 1936—1941 — в изостудии Петрозаводского дома народного творчества под руководством заслуженного деятеля искусств Карельской АССР художника В. Н. Попова, одновременно окончил учительские курсы.
С началом Советско-финской войны (1941—1944), в действующую армию, как ингерманландец по происхождению, призван не был. Эвакуирован в Пермскую область, где работал на лесозаготовках. В 1945 году вернулся в Петрозаводск.
В 1946 году принят в Союз художников СССР.
Ранние произведения художника выполнены в традициях советского пейзажа с характерной детализацией («Онежское озеро», 1950; «Река Чирка-Кемь», 1954 и др.), позднее стала характерной лаконичность и строгость рисунка («Лёд тает», 1960; «Белая ночь», 1960; «Ноябрьский день», 1960 и др.). В работах художника 1960-х годов цветовая гамма стала значительно ярче («Новая пристань», 1965; «Лето. Лососинка», 1969; «Моя Карелия», 1969 и др.). В 1970-е годы работал над серией панорамных пейзажей («Среди каменных берегов», 1970; «Пейзаж новой Карелии», 1972; «Под северным солнцем», 1976 и др.).
В 1953—1967 годах — председатель Союза художников Карельской АССР.
Избирался депутатом Верховного Совета Карело-Финской ССР IV созыва.
Работы художника экспонировались на выставках: всесоюзных (1950—1981), всероссийских (1957—1999), региональных (1964—1998), художников Карелии в Москве (1951, 1959, 1980) и Ленинграде (1972, 1980), персональных в Москве (1965), Петрозаводске (1965, 1975, 1985, 1995, 2000), Финляндии (1966, 1969, 1976), ГДР (1972, 1977, 1981, 1985).
Произведения хранятся в Государственной Третьяковской галерее, Государственном Русском музее, Музее изобразительных искусств Республики Карелия, Национальном музее Республики Карелия, в частных коллекциях и собраниях в России и за рубежом.
Умер 19 ноября 1980 года в Петрозаводске после тяжёлой болезни. Похоронен на Сулажгорском кладбище.

### Семья
- Сын — Олег Сулович Юнтунен (1948—2005), художник. Заслуженный художник Российской Федерации (2002)[3].

## Звания и награды
- Заслуженный деятель искусств Карело-Финской ССР (1953)
- Заслуженный деятель искусств РСФСР (1959)
- Народный художник РСФСР (1970)
- Народный художник СССР (1980)[4]
- Государственная премия Карельской АССР (1969)
- Орден Трудового Красного Знамени
- Орден Дружбы народов (1975)
- Орден «Знак Почёта» (1951)[5]